# 소국공주
소국공주 이씨(蕭國公主 李氏, 728년 2월 ~ 759년 3월)는 중국 당나라의 제7대 황제인 당 숙종 이형의 둘째 서녀(庶女)이다.

## 생애
당 현종 이융기의 서손녀(庶孫女)이자 당 숙종 이형의 서차녀(庶次女)로 출생한 그녀는 안사의 난에 휘말리며 일생을 독신으로 지내었고 또한 젊어서 병으로 요절하였다 한다.

## 같이 보기
- 양귀비
- 안녹산
- 사사명